# Yosdenis Cedeno
Yosdenis Cedeno (Havana, 12 de fevereiro de 1985 é um lutador cubano de Mixed Martial Arts que atualmente compete na categoria Peso Leve do Ultimate Fighting Championship.

## Carreira no MMA

### Início no MMA
Cedeno iniciou no MMA profissional em 2009 no Revolution Fight Club - 3 contra Giovanni Moljo, vencendo por nocaute técnico após conectar bons socos em Moljo.
Até entrar no UFC, Cedendo acumulou um cartel de nove vitórias e duas derrotas, sendo um desses dois reveses para o veterano lutador do WEC, UFC e Bellator, Jonathan Brookins

### Ultimate Fighting Championship
Cedeno fez sua estreia na organização em 22 de Fevereiro de 2014 no UFC 170 contra o estadunidense Ernest Chavez. Cedeno perdeu por decisão dividida (29-28, 28-29 e 30-27) após uma luta muito parelha. 
Em sua segunda luta no octógono do UFC, Cedeno enfrentou o estadunidense Jerrod Sander no UFC Fight Night: Cerrone vs. Miller no dia 16 de Julho de 2014. Cedeno venceu por nocaute técnico após Sanders desistir de voltar para ao segundo round. 
Cedeno enfrentou no dia 4 de Outubro de 2014, o campeão peso leve do TUF Nations, Chad Laprise no UFC Fight Night: MacDonald vs. Saffiedine.  Ele foi derrotado por decisão unânime.
Cedeno enfrentou Cody Pfister em 11 de Julho de 2015 no UFC 189 e foi derrotado por decisão unânime.

## Cartel no MMA
| Cartel no MMA   |             |            |
| 15 lutas        | 10 vitórias | 5 derrotas |
| Por nocaute     | 7           | 0          |
| Por finalização | 0           | 1          |
| Por decisão     | 3           | 4          |

| Res.    | Cartel | Oponente              | Método                                    | Evento                                    | Data       | Round | Tempo | Local                     | Notas |
| ------- | ------ | --------------------- | ----------------------------------------- | ----------------------------------------- | ---------- | ----- | ----- | ------------------------- | ----- |
| Derrota | 10-5   | Cody Pfister          | Decisão (unânime)                         | UFC 189: Mendes vs. McGregor              | 11/07/2015 | 3     | 5:00  | Las Vegas, Nevada         |       |
| Derrota | 10-4   | Chad Laprise          | Decisão (unânime)                         | UFC Fight Night: MacDonald vs. Saffiedine | 04/10/2014 | 3     | 5:00  | Halifax, Nova Scotia      |       |
| Vitória | 10–3   | Jerrod Sanders        | Nocaute técnico (desistência)             | UFC Fight Night: Cerrone vs. Miller       | 16/07/2014 | 1     | 5:00  | Atlantic City, New Jersey |       |
| Derrota | 9–3    | Ernest Chavez         | Decisão (dividida)                        | UFC 170                                   | 22/02/2014 | 3     | 5:00  | Las Vegas, Nevada         |       |
| Vitória | 9–2    | Torrance Taylor       | Decisão (dividida)                        | CFA 12 - Sampo vs. Thao                   | 12/10/2013 | 5     | 4:00  | Coral Gables, Florida     |       |
| Vitória | 8–2    | Trent McCown          | Decisão (unânime)                         | CFA 11 - Kyle vs. Wiuff                   | 24/05/2013 | 3     | 5:00  | Coral Gables, Florida     |       |
| Vitória | 7–2    | Ryan DeRocher         | Nocaute técnico (chute na cabeça e socos) | CFA 9 - Night of Champions                | 19/01/2013 | 2     | 0:37  | Coral Gables, Florida     |       |
| Vitória | 6–2    | Anthony Christodoulou | Decisão (unânime)                         | CFA 8 - Araujo vs. Bradley                | 06/10/2012 | 3     | 5:00  | Coral Gables, Florida     |       |
| Vitória | 5–2    | Jayson Jones          | Nocaute técnico (desistência)             | CFA 3 - Howard vs. Olson                  | 19/10/2011 | 1     | 5:00  | Miami, Florida            |       |
| Vitória | 4–2    | Chino Duran           | Nocaute (socos)                           | MFA - New Generation 3                    | 18/09/2010 | 1     | 2:27  | Miami, Florida            |       |
| Derrota | 3–2    | Jonathan Brookins     | Decisão (unânime)                         | G-Force Fights - Bad Blood 3              | 04/02/2010 | 3     | 5:00  | Miami, Florida            |       |
| Vitória | 3–1    | Johnny Iwasaki        | Nocaute técnico (socos)                   | NDC 1 - Peru vs. American Top Team        | 17/10/2009 | 1     | 4:09  | Lima                      |       |
| Derrota | 2–1    | Derek Campos          | Finalização                               | Art of War - Mano A Mano                  | 12/07/2009 | 3     | 1:59  | Mesquite, Texas           |       |
| Vitória | 2–0    | Rod Nieves            | Nocaute técnico (socos)                   | XFN - Da Matta vs. Thorne                 | 14/05/2009 | 1     | 4:26  | Fort Lauderdale, Florida  |       |
| Vitória | 1–0    | Giovanni Moljo        | Nocaute técnico (socos)                   | RFC - Revolution Fight Club 3             | 20/02/2009 | 1     | 0:42  | Miami, Florida            |       |